# Rajd Press-on-Regardless

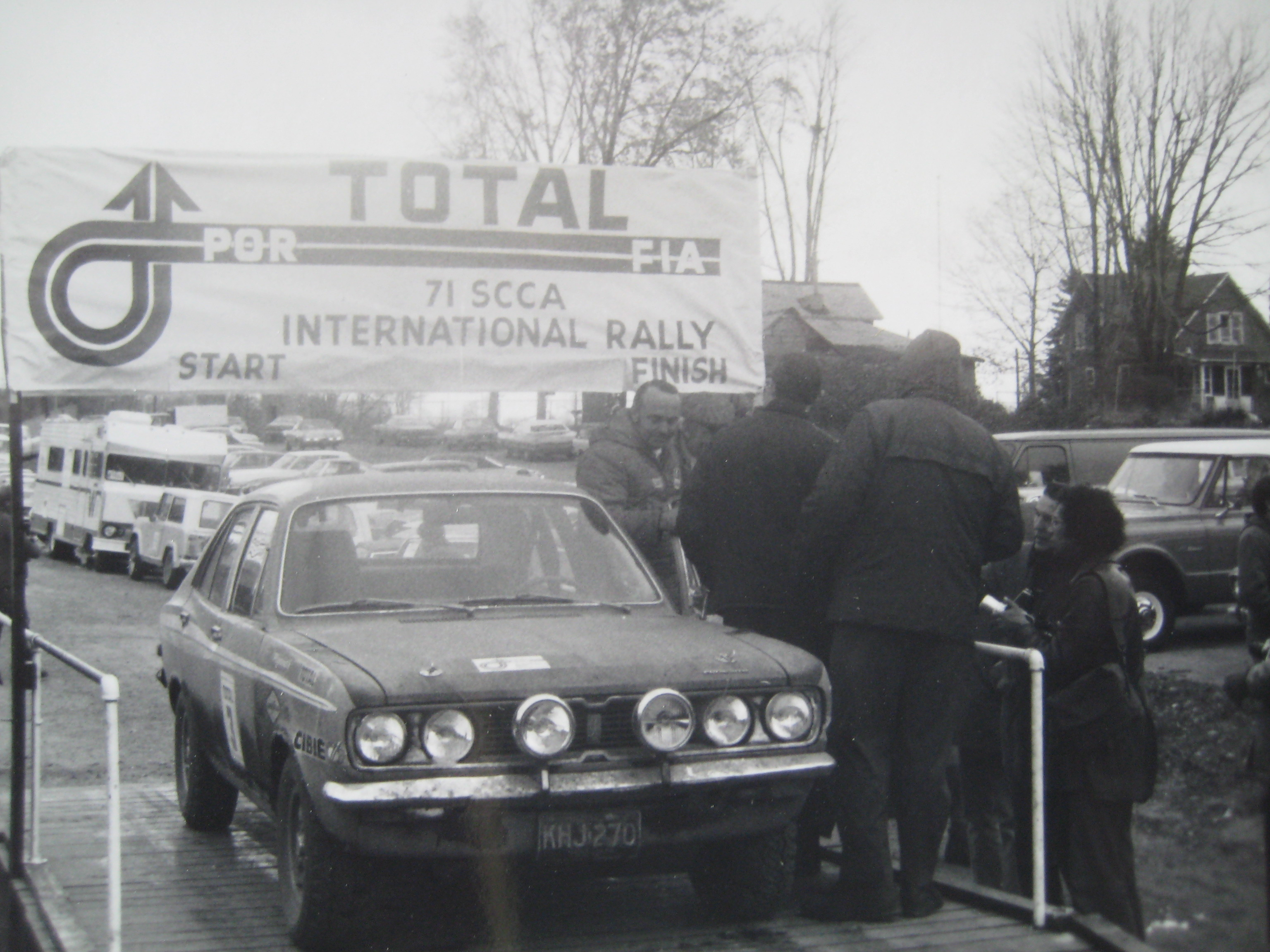
Rajd Press-on-Regardless w roku 1971

Rajd Press-on-Regardless, (ang. Rally Press-on-Regardless), POR (od Press On Regardless – pol. Nie ustawaj bez względu na wszystko) – rokrocznie rozgrywany rajd samochodowy w USA w okolicach Detroit i organizowany przez Sports Car Club of America. Pierwsza jego edycja odbyła się w roku 1949. W latach 1973-1974 rozgrywany jak eliminacji Rajdowych mistrzostw świata.

## Zwycięzcy[2]
| Rok  | Kierowca           | Pilot                  | Samochód                         | Seria |
| ---- | ------------------ | ---------------------- | -------------------------------- | ----- |
| 1949 | Vincent E. Gardner | Louise Gardner         | 1949 Studebaker Special 2 seater |       |
| 1950 | Howard Preston     | Mrs. Norm Couty        | MG TC                            |       |
| 1951 | Mr. Preston        | Mrs. Preston           | MG TC                            |       |
| 1952 | Georgianna Apolant | Richard "Dick" Apolant | MG                               |       |
| 1953 | Gib Hufstader      | Frank Walker           | 1939 Buick Century               |       |
| 1954 | Ralph Durbin       | Chuck Gleason          | Oldsmobile                       |       |
| 1955 | Ralph Durbin       | Les Smith              | Austin-Healey                    |       |
| 1956 | Harry Beronius     | Marg Beronius          | VW                               |       |
| 1957 | Harry Beronius     | Marg Beronius          | Porsche 356                      |       |
| 1958 | Jim Bickham        | Barbara Bickham        | Mercedes 190 SL                  |       |
| 1959 | Richard Doyen      | Clay Gibbs             | Chevrolet Corvette               |       |
| 1960 | Jim Bickham        | Willard Whistler       | Mercedes 190 SL                  | remis |
| 1960 | Paul Stephens      | Barbara Bickham        | Sunbeam Alpine                   | remis |
| 1961 | Dick Dittus        | Bill Wells             | Chevrolet Corvair                |       |
| 1962 | Bob Jackman        | John Zabriskie         | Chevrolet Corvair                |       |
| 1963 | Gene Henderson     | Fred Browne            | Chrysler                         |       |
| 1964 | Jon Davis          | Wayne Zitkus           | Plymouth Valiant                 |       |
| 1965 | Karl Goering       | Don Skinner            | Mercury Comet                    |       |
| 1966 | Tom Samida         | Ralph Beckman          | Plymouth Barracuda               |       |
| 1967 | Gene Henderson     | Wayne Zitkus           | Ford Cortina                     |       |
| 1968 | Karl Goering       | Harry Ward             | Plymouth Barracuda               |       |
| 1969 | Scott Harvey       | Ralph Beckman          | Sunbeam Arrow                    |       |
| 1970 | Scott Harvey       | Ralph Beckman          | Sunbeam Arrow                    |       |
| 1971 | Scott Harvey       | Tom King               | Plymouth Cricket                 |       |
| 1972 | Gene Henderson     | Ken Pogue              | Jeep Wagoneer                    |       |
| 1973 | Walter Boyce       | Doug Woods             | Toyota Corolla                   | WRC   |
| 1974 | Jean-Luc Thérier   | Christian Delferrier   | Renault 17 Gordini               | WRC   |
| 1975 | Sobiesław Zasada   | Wojciech Schramm       | Porsche 911                      |       |
| 1976 | Bob Hourihan       | Steve Ruiz             | Porsche 911                      |       |
| 1977 | Hendrik Blok       | Tom Grimshaw           | Plymouth Arrow                   |       |
| 1978 | John Buffum        | Doug Shepherd          | Triumph TR7                      |       |
| 1979 | Taisto Heinonen    | John Bellefleur        | Toyota Celica                    |       |
| 1980 | Rod Millen         | Cam Warren             | Mazda RX-7                       |       |
| 1981 | Rod Millen         | R. Dale Kraushaar      | Mazda RX-7                       |       |
| 1982 | John Buffum        | Doug Shepherd          | Audi Quattro                     |       |
| 1983 | Hannu Mikkola      | Fabrizia Pons          | Audi Quattro                     |       |
| 1984 | Rod Millen         | R.Dale Kraushaar       | Mazda RX-7                       |       |
| 1985 | Rod Millen         | John Bellefleur        | Mazda RX-7                       |       |
| 1986 | John Buffum        | Tom Grimshaw           | Audi Quattro                     |       |
| 1987 | John Buffum        | Tom Grimshaw           | Audi Quattro                     |       |
| 1988 | Paul Choiniere     | Tom Grimshaw           | Audi Quattro                     |       |
| 1989 | Rod Millen         | Harry Ward             | Mazda 323                        |       |
| 1990 | Paul Choiniere     | Scott Weinhemer        | Audi Quattro                     |       |
| 1991 | Chad DiMarco       | Eric Hauge             | Subaru Legacy                    |       |
| 1992 | Dick Corley        | Lance Smith            | Mitsubishi Eclipse               |       |
| 1993 | Carl Merrill       | John Bellefleur        | Ford Escort RS Cosworth          |       |
| 1994 | Scott Harvey       | Ralph Beckman          | Eagle Talon                      |       |
| 1995 | Bill Laitenberger  | John McArthur          | 1993 Subaru Legacy               |       |
| 1996 | Jim Fekete         | Jim Shaffer            | 1995 Chevrolet Blazer            |       |
| 1997 | Mike Friedman      | Marc Goldfarb          | 1990 Eagle Talon                 |       |
| 1998 | Dan Coughnour      | Greg Lester            | 1996 Jeep Cherokee               |       |
| 1999 | Mike Friedman      | Marc Goldfarb          | 1990 Eagle Talon                 |       |
| 2000 | Dave Parps         | Rob Moran              | 2000 Subaru Outback              |       |
| 2001 | Ron Johnstonbaugh  | Jack von Kaenel        | 1995 Mitsubishi Eclipse GSX      |       |
| 2002 | Ron Johnstonbaugh  | Jack von Kaenel        | 1995 Mitsubishi Eclipse GSX      |       |
| 2003 | Ron Johnstonbaugh  | Jack von Kaenel        | 2002 Subaru Impreza WRX          |       |
| 2004 | Scott Harvey, Jr.  | Jim Fekete             | 1991 Eagle Talon                 |       |
| 2005 | Ron Johnstonbaugh  | Jack von Kaenel        | 2002 Subaru Impreza WRX          |       |
| 2006 | Dan Coughnour      | Joe Andreini, Jr.      | 2002 Subaru Impreza WRX          |       |
| 2007 | Dave Harkcom       | Dan Harkcom            | 1994 Audi S4                     |       |
| 2008 | Scott Harvey, Jr.  | Jack von Kaenel        | 1991 Eagle Talon                 |       |
| 2009 | Dave Harkcom       | Dan Harkcom            | 1994 Audi S4                     |       |
| 2010 | Ron Johnstonbaugh  | Jack von Kaenel        | Subaru Impreza WRX 02            |       |
| 2011 | Scott Harvey, Jr.  | Rob Moran              | 1991 Eagle Talon                 |       |
| 2012 | Scott Harvey, Jr.  | Rob Moran              | 1991 Eagle Talon                 |       |
| 2013 | Edward Schowalter  | Daniel Harkcom         | Subaru Impreza WRX 07            |       |
| 2014 | Edward Schowalter  | Daniel Harkcom         | 2014 Subaru Impreza WRX          |       |
| 2015 | Ron Johnstonbaugh  | Jack von Kaenel        | 1991 Audi 200 Quattro            |       |
| 2016 | Scott Harvey, Jr.  | Rob Moran              | 2000 Audi A4                     |       |
| 2017 | Dave Harkcom       | Dan Harkcom            | 2005 Saab 9-2X                   |       |
| 2018 | Scott Harvey, Jr.  | Rob Moran              | 2000 Audi A4                     |       |
| 2019 | Scott Harvey, Jr.  | Rob Moran              | 2001 Audi A4                     |       |